# Lithostege ali
Lithostege ali là một loài bướm đêm trong họ Geometridae.